# Eulatal
Eulatal est une ancienne commune de Saxe (Allemagne), située dans l'arrondissement de Leipzig, dans le district de Leipzig qui a été intégrée à la ville de Frohburg en 2009.